# Электромагнитная совместимость
Электромагнитная совместимость (ЭМС) технических средств — способность технических средств одновременно функционировать в реальных условиях эксплуатации с требуемым качеством при воздействии на них непреднамеренных электромагнитных помех и не создавать недопустимых электромагнитных помех другим техническим средствам.
В реальных условиях в месте расположения электрооборудования действует большое число различного рода излучений, учёт которых возможен при помощи методов теории вероятностей и математической статистики. Обеспечение нормальной работы совместно работающих технических средств является целью ЭМС как научной проблемы. Предметом же изучения можно считать выявление закономерностей мешающего взаимодействия совместно работающих технических средств, на базе которых формируются рекомендации для достижения цели.

## Основные термины и определения
Основным государственным стандартом в области терминологии электромагнитной совместимости технических средств является ГОСТ Р 50397-2011, в котором содержится официальное определение терминов в области электромагнитной совместимости.
- Электромагнитная обстановка (ЭМО) (electromagnetic environment) — совокупность реальных электромагнитных явлений, существующих в данном месте, в частотном и временном диапазонах.
- Электромагнитная совместимость (ЭМС) (electromagnetic compatibility — EMC) — это способность технического средства (ТС) эффективно функционировать с заданным качеством в определенной ЭМО, не создавая при этом недопустимых электромагнитных помех другим ТС.
- Электромагнитная помеха (ЭМП) (electromagnetic disturbance) — электромагнитные явления, которые ухудшают или могут ухудшить качество функционирования ТС (электрической сети, приборов и устройств потребителей). Уровень ЭМП — значение величины помехи, измеренное в регламентированных условиях.
- Влияние помехи (electromagnetic interference — EMI) — снижение показателей качества функционирования ТС при воздействии помехи.
- Устойчивость к ЭМП, помехоустойчивость (immunity) — способность ТС сохранять заданное качество функционирования при воздействии помех.

## In-situ ЭМС тестирование
Иногда более эффективно проводить ЭМС испытания за пределами лаборатории. В ЭМС это называется тестирование «на месте» in-situ. Это требует опыта, знаний и специализированного оборудования. In-situ тестирование обычно выполняется на очень больших и сложных приборах с большим количеством потенциальных конфигураций или стационарных установках. Это можно эффективно делать и в помещении производителя, чтобы получить протоколы испытаний, которые можно использовать для заявления о соответствии (DoC) или получении Сертификата Евросоюза.
Индустриальные изделие, такие как станки, контроллеры двигателей, лифты тестируются в соответствие с методами
в стандартах CISPR 11 или EN 55011. Для тестирования "на месте" других методов практически нет. Соответственно
методы CISPR 11 или EN 55011 указаны в стандартов среды, стандартов индустриальных
станков и.т.д. 
В странах, входящих в Таможенный союз, действует Технический регламент ТР ТС 020—2011 «Электромагнитная совместимость технических средств».

## Европейские Стандарты
В Европе стандарты, связанные с электротехникой, разрабатываются, главным образом, СЕНЕЛЕК и ЕТСИ (ETSI).
СЕНЕЛЕК — Европейский Комитет по стандартизации в области электротехники (CENELEC). Организация, состоящая из Национальных Электротехнических Комитетов государств-членов ЕС. Это самая значительная организация в ЕС в области стандартизации э/м полей.
ЕТСИ — Европейский Институт по стандартизации в области телекоммуникаций (ETSI).
СЕНЕЛЕК в основном разрабатывает стандарты на электротехнику и электронику — европейские стандарты (ЕN), в то время как ЕТСИ фокусирует своё внимание на радио и телекоммуникационных стандартах — европейские телекоммуникационные стандарты (ЕТS). Все стандарты СЕНЕЛЕК были первоначально разработаны в МЭК (включая СИСПР).
Перечень главных европейских стандартов (ЕN) по ЭМС:
- EN 55022 Электромагнитная совместимость. Радиопомехи от оборудования информационных технологий. Нормы и методы измерений;
- EN 55011 Оборудование промышленное, научно-исследовательское и медицинское. Характеристики радиочастотных помех. Предельные значения и методы измерения характеристик радиопомех;
- EN 55015 Предельные значения и методы измерений характеристик радиопомех электроосветительного и аналогичного оборудования;
- EN 55014-1 Электромагнитная совместимость. Требования к бытовым электроприборам, электроинструментам и аналогичной электроаппаратуре;
- EN 55014-2 Электромагнитная совместимость. Требования к бытовым электроприборам, электроинструментам и аналогичной электроаппаратуре. Часть 2. Помехоустойчивость
- EN 61326-1 Электрооборудование для измерения, управления и лабораторного использования. Требования к электромагнитной совместимости. Часть 1. Общие требования
- EN 61000-6-1 Электромагнитная совместимость (ЭМС). Часть 6-1. Методы испытаний и измерений. Испытание на воздействие излучения, радиочастот и электромагнитных полей для жилых районов, районов с коммерческими предприятиями и районов с предприятиями легкой промышленности
- EN 61000-6-2 Электромагнитная совместимость. Часть 6-2. Общие стандарты. Помехоустойчивость к промышленной окружающей среде;
- EN 61000-6-3 Электромагнитная совместимость. Часть 6-3. Общие стандарты. Стандарт на излучение для жилых районов, районов с коммерческими предприятиями и районов с предприятиями легкой промышленности;
- EN 61000-6-4 Электромагнитная совместимость. Часть 6-4. Общие стандарты. Стандарт на излучение к промышленной окружающей среде;
- EN 61000-3-2 Электромагнитная совместимость. Часть 3-2. Пределы. Пределы для выбросов синусоидального тока [оборудование с входным током не более 16 А на фазу];
- EN 61000-3-3 Электромагнитная совместимость. Часть 3-3. Пределы. Ограничение изменений напряжения, флуктуации и мерцания напряжения в распределителе.